# عملية قندلة
بدأت عملة قندلة العسكرية بعدما هاجم تنظيم الدولة الإسلامية في الصومال واستولى على بلدة قندلة بمحافظة باري التابعة لولاية بونتلاند شمال شرق الصومال في 26 أكتوبر 2016، وأدى هذا الاستيلاء إلى نزوح أكثر من 25700 مدني، وكرد فعل على ذلك شنت قوات الأمن في بونتلاند هجوما على قندلة بهدف استعادة المنطقة ونجحت في طرد الفصيل المسلح من قندلة في 7 ديسمبر، واستمرت الوحدات الحكومية في تنفيذ مداهمات لمخابئ المسلحين في الجبال القريبة حتى 18 ديسمبر، وكان سقوط قندلة هو المرة الثانية التي استولت فيها جماعة تابعة لداعش على بلدة في الصومال، ولكن في حين أن الاستيلاء الأول لم يستمر إلا لفترة قصيرة جدًا، تمكنت داعش من السيطرة على مدينة قندلة، وهي بلدة ذات أهمية إستراتيجية ورمزية كبيرة ، لأكثر من شهر.

## خلفية تاريخية
عندما انفصل عبد القادر مؤمن عن حركة الشباب وأعلن ولاءه لتنظيم الدولة الإسلامية في عام 2015، انضم إليه 20 فقط من بين 300 مقاتل متمركز في بونتلاند.  وعلى مدار العام التالي، أفلت هو وأتباعه من هجمات مقاتلي حركة الشباب ونجحوا في تجنيد أعضاء جدد؛ بحلول أكتوبر 2016، تشير التقديرات إلى أن أعداد فصيل عبد القادر مؤمن وصلت إلى حوالي 300 مقاتل، ومع اقتراب الذكرى الأولى لتأسيس الفصيل سعى إلى وضع هدف لهجومهم الرئيسي الأول، وبدت لهم بلدة قندلة هدفًا مناسبًا، حيث كانت عشيرة مؤمن تعيش بالقرب من المدينة، كما أن غزو مستوطنة مهمة بالإضافة إلى إعلان منطقة إسلامية في كل إفريقيا يمكن أن يكسبه المزيد من الدعم المحلي والمتعاطفين معه.
علاوة على ذلك تعتبر قندلة مدينة ذات أهمية إستراتيجية ورمزية على حد سواء فمن المعروف بشكل عام أن داعش تستقبل خبراء ومدربين وأموال وأسلحة من حلفائها في اليمن، وتنشط الجماعة المتمردة في مناطق جبلية للغاية ويصعب الوصول إليها عن طريق البر، لذلك يفضلون الطرق البحرية، ولهذا فإن السيطرة على مدينة ساحلية مثل قندلة سيسمح لهم بتلقي المزيد من شحنات الإمدادات، وعلى العكس من ذلك، تعتبر قندلة "رمزًا تقليديًا للمقاومة ضد الاحتلال الأجنبي"، حيث شهدت قندلة حادثة حرق العلم الإيطالي من قبل المتمردين الصوماليين وعلى رأسهم البطل الشعبي علي فاهي جيدي وسجنه الجنود الإيطاليون في وقت لاحق في عام 1914.

## العملية

### استيلاء داعش على قندلة
في أوائل 26 أكتوبر شن مسلحو داعش هجوما مفاجئا على قندلة، وقطعوا خطوط الهاتف في المدينة ولم يواجهوا مقاومة تذكر، نظرًا لخلو المدينة من الجنود ما عدا عدد قليل لم يتمكن من صد الهجوم، وانسحب المسؤولون الحكوميون والجنود إلى منطقة قريبة من قندلة، واستولى 60 من مقاتلي داعش على البلدة، ورفعوا علمهم فوق مبنى البلدية ورغم محاولة المتمردين طمأنة السكان المحليين بقولهم "لا داعي للذعر، سنحكمكم وفقًا للشريعة الإسلامية" إلا أن شيوخ العشائر طلبوا منهم المغادرة، وأصر المسلحون على بقائهم في المدينة.
في اليوم التالي، أغلقت مدارس قندلة، ولأول مرة في تاريخ البلدة، وفر الآلاف من سكانها بالقوارب وسيرًا على الأقدام إلى مدينة بوصاصو  بينما نشرت قوات الشرطة البحرية في بونتلاند عدة زوارق حربية لاعتراض أي شحنة عسكرية للمتمردين قد تصلهم من اليمن، و صدرت شائعات بانسحاب داعش من المدينة إلا أنه تبين كذبها لاحقا. بحلول 23 نوفمبر كان جميع السكان المدنيين في قندلة البالغ عددهم 25700 قد نزحوا. في هذه الأثناء بدأ مقاتلو داعش في إقامة دفاعات حول المدينة استعدادًا للهجوم الحكومي المضاد الحتمي.

### الهجوم المضاد من حكومة بونتلاند

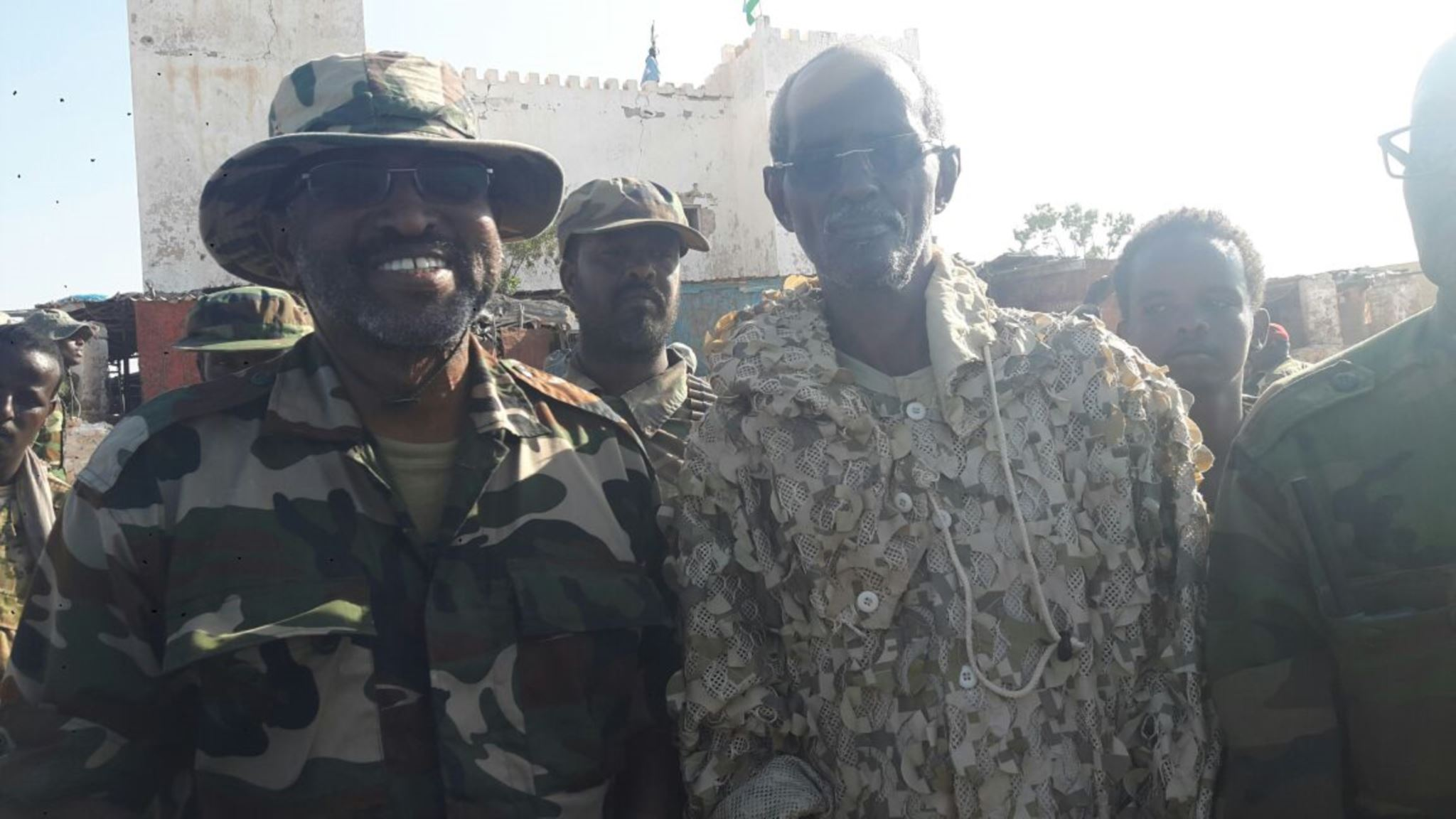
قائدا الهجوم الحكومي المضاد شري حاج فارح ويوسف محمد طدو في قندلة بعد استعادة المدينة من داعش في 7 ديسمبر 2016.

بدأت قوات الأمن في بونتلاند هجوما مضادا في 3 ديسمبر لاستعادة السيطرة على البلدة، وعلى الرغم من من التضاريس الصعبة حول قندلة والطرق الضيقة المؤدية إلى المدينة، فقد واصلت القوات إلى مشارف البلدة، وواجهت قوات الأمن مقاومة أولية في قرية باشاشين، وأجبروا على التوقف لتفكيك الألغام الأرضية التي كانت موضوعة على الطريق الذي يمر عبر القرية، و في هذه الأثناء شن مقاتلو داعش هجومًا مفاجئًا، وصدت قوات بونتلاند، وتجددت الاشتباكات في 5 ديسمبر، وإلى جانب هاتين المعركتين شهدت الاشتباكات تقطعا واستمر حتى 7 ديسمبر، وتمكنت قوات الأمن في بونتلاند من السيطرة على قندلة براً وبحراً، دون مقاومة؛ وكانت مليشيات داعش قد أخلت المدينة قبل ذلك وتراجعت إلى Gurur في المناطق الجبلية في الجنوب.
في 18 ديسمبر أفادت تقارير بأن قوات الشرطة في بونتلاند هاجمت قاعدة لداعش في منطقة اللديد وهي قرية تقع على بعد 30 كيلومترًا جنوب قندلة ودمرته بالكامل، وكان المتمردون يعيدون تجميع صفوفهم بعد انسحابهم.

## ما بعد العملية
على الرغم من أن تنظيم الدولة الإسلامية قد خسر في نهاية المطاف جميع الأراضي التي سيطر عليها، وتكبد خسائر فادحة حسب القوات الحكومية، إلا أنه يمكن اعتبار أن سيطرة فصيل صغير تابع لداعش على مدينة رئيسية لأكثر من شهر " انتصار رمزي مهم للفصيل". 

## فهرس
- Warner، Jason (2017). "Sub-Saharan Africa's Three "New" Islamic State Affiliates" (PDF). Combating Terrorism Center. West Point, New York. ج. 10 ع. 1: 28–32. مؤرشف من الأصل (PDF) في 2017-04-30. اطلع عليه بتاريخ 2017-02-11.